# Saborell
El Saborell és una serra situada al municipi d'Alòs de Balaguer a la comarca de la Noguera, amb una elevació màxima de 596 metres.